# 37 Łużycki Pułk Artylerii
37 Łużycki Pułk Artylerii (37 pa) - oddział artylerii Sił Zbrojnych Rzeczypospolitej Polskiej.

## Historia pułku
W 1989 roku JW 3771 36 Pomorski Pułk Artylerii został przeniesiony z garnizonu Budowo do garnizonu Stargard Szczeciński, gdzie zajął tzw. "czerwone koszary" (Pomorski Okręg Wojskowy).
Dnia 20.04.1990 r.  Dowódca 36 Pomorskiego Pułku Artylerii  ppłk dypl, Jerzy Brzewski przekazał sztandar JW 3771 do Muzeum Wojska Polskiego w Warszawie.
W 1990 roku jednostka została przemianowana na 37 Łużycki Pułk Artylerii, przejmując dziedzictwo tradycji 37 Pułku Artylerii z Kędzierzyna-Koźla.
Pułk był organiczną jednostką artylerii 20 Dywizji Zmechanizowanej, przemianowanej w 1990 roku na 2 Pomorską Dywizję Zmechanizowaną.
W 1991 roku jednostka utraciła nazwę wyróżniającą "Łużycki" przyjmując nazwę 37 Pułk Artylerii. W 1994 roku oddział został przeformowany w 30 Pułk Artylerii Mieszanej

## Struktura organizacyjna
Pułk składał się z trzech dywizjonów:
- 1 dywizjon artylerii samobieżnej (122 mm shb 2S1 "Goździk")
- 2 dywizjon artylerii samobieżnej (152 mm shba wz. 1977 "Dana")
- 3 dywizjon artylerii rakietowej (122,4 mm wyrzutnie rakietowe BM-21 "Grad")

Każdy dywizjon składał się z plutonu dowodzenia (zwiadowcy, transportery MTLB) oraz od trzech do pięciu baterii.

## Dowódcy Pułku
- ppłk dypl. Jerzy Brzewski  1989 - 1990
- ppłk dypl. Wojciech Wawrzyniak 1990 - 1994

## Przekształcenia
36 Pułk Artylerii Lekkiej (do 1957) → 105 Dywizjon Artylerii Haubic (od 1967) - Pomorski Dywizjon Artylerii haubic (do 1968) → 36 Pomorski Pułk Artylerii (do 1990) → 37 Łużycki Pułk Artylerii (1990-91)
→ 37 Pułk Artylerii (1991-96) → 30 Pomorski Pułk Artylerii Mieszanej